# Malasia en los Juegos Olímpicos
Malasia en los Juegos Olímpicos está representada por el Consejo Olímpico de Malasia, creado en 1953 y reconocido por el Comité Olímpico Internacional en 1954.
Ha participado en quince ediciones de los Juegos Olímpicos de Verano, su primera presencia tuvo lugar en Tokio 1964. El país ha obtenido un total de quince medallas en las ediciones de verano, ocho de plata y siete de bronce.
En los Juegos Olímpicos de Invierno ha participado en dos ediciones, siendo Pyeongchang 2018 su primera aparición en estos Juegos. El país no ha conseguido ninguna medalla en las ediciones de invierno.

## Medallero

### Por edición
| Evento              | Oro | Plata | Bronce | Total |
| ------------------- | --- | ----- | ------ | ----- |
| Tokio 1964          | 0   | 0     | 0      | 0     |
| México 1968         | 0   | 0     | 0      | 0     |
| Múnich 1972         | 0   | 0     | 0      | 0     |
| Montreal 1976       | 0   | 0     | 0      | 0     |
| Moscú 1980          | –   | –     | –      | –     |
| Los Ángeles 1984    | 0   | 0     | 0      | 0     |
| Seúl 1988           | 0   | 0     | 0      | 0     |
| Barcelona 1992      | 0   | 0     | 1      | 1     |
| Atlanta 1996        | 0   | 1     | 1      | 2     |
| Sídney 2000         | 0   | 0     | 0      | 0     |
| Atenas 2004         | 0   | 0     | 0      | 0     |
| Pekín 2008          | 0   | 1     | 0      | 1     |
| Londres 2012        | 0   | 1     | 1      | 2     |
| Río de Janeiro 2016 | 0   | 4     | 1      | 5     |
| Tokio 2020          | 0   | 1     | 1      | 2     |
| París 2024          | 0   | 0     | 2      | 2     |
| TOTAL               | 0   | 8     | 7      | 15    |

| Evento           | Oro | Plata | Bronce | Total |
| ---------------- | --- | ----- | ------ | ----- |
| Pyeongchang 2018 | 0   | 0     | 0      | 0     |
| Pekín 2022       | 0   | 0     | 0      | 0     |
| TOTAL            | 0   | 0     | 0      | 0     |

### Por deporte
Deportes de verano
| Evento    | Oro | Plata | Bronce | Total |
| --------- | --- | ----- | ------ | ----- |
| Bádminton | 0   | 6     | 5      | 11    |
| Ciclismo  | 0   | 1     | 1      | 2     |
| Saltos    | 0   | 1     | 1      | 2     |
| TOTAL     | 0   | 8     | 7      | 15    |